# Yoo Seung-mok
Yoo Seung-mok (Hangul: 유승목) es un actor de cine, televisión y teatro surcoreano.

## Biografía
Estudió en la Universidad de Dankook (Dankook University).

## Carrera
Es miembro de la agencia Studio Santa Claus Entertainment, previamente conocida como Huayi Brothers Korea.
En marzo de 2016 se unió al elenco recurrente de la serie Pied Piper donde dio vida a Gong Ji-man, el líder del equipo de negociación de crisis. El 7 de diciembre del mismo año apareció en la película Pandora donde interpretó a Kam Shi, uno de los jefes que sospecha que algo anda mal en el planeta.
En agosto de 2018 se unió al elenco recurrente de la serie Voice 2 donde dio vida al detective Na Hong-soo, un miembro del equipo de despacho de la policía de Poongsan.
El 5 de abril de 2019 apareció por primera vez como invitado en la serie The Fiery Priest donde interpretó al apostador Oh Kwang-du. En mayo del mismo año se unió al elenco recurrente de la serie Voice 3 donde volvió a dar vida a Na Hong-soo, el jefe del equipo de la unidad contra crímenes violentos de la policía de Poongsan.
En abril de 2021 se unió al elenco recurrente de la serie Model Taxi donde interpretó a Jo Jin-woo, un miembro de la oficina del fiscal del Distrito Norte de Seúl.

## Filmografía

### Series de televisión
| Año     | Título                        | Personaje                       | Notas                             | Ref.          |
| ------- | ----------------------------- | ------------------------------- | --------------------------------- | ------------- |
| 2010-11 | It's Okay, Daddy's Girl       | Heo Man-soo                     |                                   |               |
| 2012    | Miss Panda and Mr. Hedgehog   | Kil Dong-goo                    |                                   |               |
| 2013    | The Blade and Petal           | Seol-young                      |                                   |               |
| 2014    | Cheo Yong                     | Byun Gook-jin                   |                                   |               |
| 2015    | Splendid Politics             | Yoo Hee-boon                    |                                   |               |
| 2015    | Yong Pal                      | Det. Lee Hyung-sa               |                                   |               |
| 2015    | Cheo Yong 2                   | Byun Gook-jin                   |                                   |               |
| 2016    | Pied Piper                    | Gong Ji-man                     |                                   |               |
| 2018    | The K2                        | Congresista Kim                 | Aparición especial, dos episodios |               |
| 2018    | Cross                         | Baek Ji-nam                     |                                   |               |
| 2018    | Voice 2                       | Det. Na Hong-soo                |                                   |               |
| 2018    | The Guest                     | Padre de Yoon Hwa-pyung         |                                   | [ 6 ]         |
| 2019    | Kingdom                       | Oficial de Dongnae              |                                   |               |
| 2019    | The Fiery Priest              | Oh Kwang-du                     | Aparición especial, dos episodios |               |
| 2019    | Voice 3                       | Det. Na Hong-soo                |                                   |               |
| 2019    | The Great Show                | Padre de Wi Dae-han             | Aparición especial, dos episodios |               |
| 2020    | Money Game                    | Seo Wang-yeo                    | Aparición especial, ep. 5         |               |
| 2020    | Kingdom: Season 2             | Extraño                         |                                   |               |
| 2020    | Oh My Baby                    | Kim Cheol-joong                 |                                   | [ 7 ]         |
| 2020    | Amanza                        | Padre de Park Dong-myung        |                                   | [ 8 ]         |
| 2021    | Model Taxi                    | Jo Jin-woo                      |                                   |               |
| 2023    | Moving                        | Cho Rae-hyuk                    |                                   | [ 9 ]         |
| 2023    | Un buen día para ser un perro | Subdirector de la escuela Garam |                                   | [ 10 ]        |
| 2024    | El legado                     | Choi Tae-song                   |                                   | [ 11 ] [ 12 ] |
| 2024    | Crash                         | Min Long-jian                   |                                   | [ 13 ]        |
| 2025    | Hyper Knife                   | Yang Dong-young                 |                                   | [ 14 ]        |
| 2025    | Amor en el laboratorio        | El más veterano del laboratorio |                                   | [ 15 ]        |

### Películas
| Año  | Título                               | Personaje                  | Notas                                                                                             | Ref.                 |
| ---- | ------------------------------------ | -------------------------- | ------------------------------------------------------------------------------------------------- | -------------------- |
| 2022 | Decision to Leave                    | Ki Do-soo                  | junto a Park Hae-il, Tang Wei, Go Kyung-pyo y Lee Jung-hyun                                       | [ 16 ]               |
| 2021 | Spiritwalker                         | Jefe de Depto. Lee         | junto a Yoon Kye-sang, Park Yong-woo, Lim Ji-yeon y Park Ji-Hwan                                  |                      |
| 2021 | Pipeline                             | Jefe de Sección Na         | junto a Seo In-guk, Lee Soo-hyuk, Eum Moon-suk y Tae Hang-ho                                      | [ 17 ] [ 18 ] [ 19 ] |
| 2019 | The Gangster, The Cop and The Devil  | Ahn Ho-bong                | junto a Ma Dong-seok, Kim Mu-yeol, Kim Sung-kyu, Choi Min-chul y Yoo Jae-myung                    |                      |
| 2019 | Idol                                 | Hwang-byun                 | junto a Han Suk-kyu, Sol Kyung-gu, Chun Woo-hee, Kim Myung-gon y Jo Byung-gyu                     |                      |
| 2019 | Trade Your Love                      | Entrenador                 | junto a Kim Dong-wook, Ko Sung-hee, Hwang Bo-ra, Kim Eui-sung y Im Ye-jin                         |                      |
| 2018 | Psychokinesis                        | Mr. Kim                    | junto a Ryu Seung-ryong, Shim Eun-kyung, Park Jung-min y Jung Yu-mi                               |                      |
| 2017 | 1987: When the Day Comes             | Yoo Jung-bang              | junto a Kim Yoon-seok, Ha Jung-woo, Yoo Hae-jin, Kim Tae-ri, Park Hee-soon y Lee Hee-joon         |                      |
| 2017 | Man of Will                          | Lee Young-dal              | junto a Cho Jin-woong, Song Seung-heon, Jung Jin-young, Jung Man-sik y Kwak Dong-yeon             |                      |
| 2016 | Pandora                              | Mr. Kam Shi                | junto a Kim Nam-gil, Kim Young-ae, Kim Ju-hyeon, Jung Jin-young, Moon Jeong-hee y Kim Dae-myung   |                      |
| 2016 | Tunnel                               | Jo Yang-cheol              | junto a Ha Jung-woo, Bae Doo-na, Oh Dal-su, Nam Ji-hyun y Kim Hae-sook                            |                      |
| 2016 | Phantom Detective                    | Dueño del Taller           | junto a Lee Je-hoon, Kim Sung-kyun, Go Ara, Park Geun-hyung, Lee Jun-hyeok y Noh Jeong-eui        |                      |
| 2015 | Gangnam 1970                         | Seo Tae-gon                | junto a Lee Min-ho, Kim Rae-won, Jung Jin-young, Kim Ji-soo y Choi Jin-ho                         |                      |
| 2014 | Han Gong Ju                          | Padre de Han Gong-ju       | junto a Chun Woo-hee, Jung In-sun, Kim So-young, Lee Young-lan, Kwon Beom-taek y Sung Yeo-jin     |                      |
| 2014 | The Plan Man                         | Escritor Lee               | junto a Jung Jae-young, Han Ji-min, Cha Ye-ryun, Jang Gwang, Kim Ji-young y Joo Jin-mo            |                      |
| 2014 | Sea Fog                              | Kyung-goo                  | junto a Kim Yoon-seok, Park Yoochun, Lee Hee-joon, Moon Sung-keun y Kim Young-woong               | [ 20 ]               |
| 2013 | Montage                              | Detective Jefe Kwak        | junto a Uhm Jung-hwa, Kim Sang-kyung, Jo Hee-bong, Lee Jun-hyeok, Park Chul-min y Jung Hae-kyun   |                      |
| 2013 | Boomerang Family                     | Vendedor de Drogas         | junto a Park Hae-il, Yoon Je-moon, Gong Hyo-jin, Youn Yuh-jung y Jin Ji-hee                       |                      |
| 2013 | The Gifted Hands                     | Dueño del Restaurante      | junto a Kim Kang-woo, Kim Bum, Lee Joon Hyuk y Esom                                               |                      |
| 2012 | A Werewolf Boy                       | Dr. Kang Tae-shik          | junto a Song Joong-ki, Park Bo-young, Yoo Yeon-seok, Jang Young-nam, Kim Hyang-gi y Lee Jun-hyeok |                      |
| 2012 | Dangerously Excited                  | Lee Je-soon                | junto a Yoon Je-moon, Sung Joon, Song Ha-yoon, Kim Hee-jung, Seo Hyun-jung y Kwon Soo-hyun        |                      |
| 2011 | S.I.U. (Special Investigations Unit) | Il-do                      | junto a Uhm Tae-woong, Joo Won, Jung Jin-young, Sung Dong-il, Lee Tae-im y Kim Jung-tae           |                      |
| 2011 | Quick                                | Lee Do-hyung               | junto a Lee Min-ki, Kang Ye-won, Kim In-kwon, Xu Fan, Yoon Je-kyoon y Kim Byung-chul              |                      |
| 2010 | End of Animal                        | Hombre en Bicicleta        | junto a Lee Min-ji, Park Hae-il y Kim Young-ho                                                    |                      |
| 2010 | The Recipe                           | Kim Deuk-gu                | junto a Ryu Seung-ryong, Lee Yo-won, Lee Dong-wook y Jo Sung-ha                                   |                      |
| 2010 | Looking For My Wife                  | Detective Yoo              | junto a Yang Ik-june, Ji Jin-hee, Lee Moon-sik y Kim Yeo-jin                                      |                      |
| 2009 | My Girlfriend Is an Agent            | Oficial de la Policía Jang | junto a Kim Ha-neul, Kang Ji-hwan, Jang Young-nam y Ryu Seung-ryong                               |                      |
| 2009 | Private Eye                          | Hombre Armado              | junto a Hwang Jung-min, Ryu Deok-hwan, Uhm Ji-won y Oh Dal-su                                     |                      |
| 2009 | Closer to Heaven                     | ex de Kim Eun-ho           | junto a Ha Ji-won, Kim Myung-min, Nam Neung-mi, Im Ha-ryong y Kim Kwang-kyu                       |                      |
| 2009 | The Scam                             | Prof. Yoon Sang-tae        | junto a Park Yong-ha, Kim Min-jung, Park Hee-soon y Kim Mu-yeol                                   |                      |
| 2007 | Happiness                            | Chae-gon                   | junto a Hwang Jung-min, Im Soo-jung, Gong Hyo-jin, Ryu Seung-soo y Park In-hwan                   |                      |
| 2007 | Black House                          | Ma Yong-sik                | junto a Hwang Jung-min, Yoo Sun, Kang Shin-il y Kim Seo-hyung                                     |                      |
| 2006 | Moodori                              | Chang-soo                  | junto a Seo Young-hee, Park In-hwan, Jung Kyung-ho, Lee Min-jung y Oh Jung-se                     |                      |
| 2006 | The Host                             | Taxista                    | junto a Song Kang-ho, Byun Hee-bong, Park Hae-il, Bae Doona, Go Ah-sung y Oh Dal-su               |                      |
| 2006 | The Bad Utterances                   | Detective                  | junto a Yeo Min-gyu, Ahn Sung-ki, Yang Eun-yong, Jo Sung-ha y Joo Jin-mo                          |                      |
| 2006 | Bewitching Attraction                | Mr. Yoo                    | junto a Moon So-ri, Ji Jin-hee, Park Won-sang, Kim Won-jun y Jo Sung-ha                           |                      |
| 2005 | April Snow                           | Doctor                     | junto a Bae Yong-joon, Son Ye-jin, Im Sang-hyo, Kim Kwang-il y Jeon Guk-hwan                      |                      |
| 2005 | Welcome to Dongmakgol                | Soo                        | junto a Jung Jae-young, Shin Ha-kyun, Kang Hye-jung, Im Ha-ryong, Seo Jae-kyung y Ryu Deok-hwan   |                      |
| 2004 | The Wolf Returns                     | "Cold-Blood"               | junto a Hwang Jung-min, Yang Dong-geun y Oh Dal-su                                                |                      |
| 2003 | Memories of Murder                   | Periodista                 | junto a Song Kang-ho, Song Jae-ho, Byun Hee-bong, Park Hae-il, Jeon Mi-seon y Yeom Hye-ran        |                      |
| 2002 | Saving My Hubby                      | -                          | junto a Bae Doona, Kim Tae-woo, Go Doo-shim, Han Ji-hye, Na Moon-hee y Ahn Kil-kang               |                      |
| 2000 | Peppermint Candy                     | Soldado Im                 | junto a Sol Kyung-gu, Moon So-ri, Kim Yeo-jin y Go Seo-hee                                        |                      |

### Teatro
| Año | Título               | Personaje | Notas |
| --- | -------------------- | --------- | ----- |
| -   | 라이어(3탄튀어)      | -         |       |
| -   | 광인들의 축제        | -         |       |
| -   | 왕은 돌아오지 않았다 | -         |       |